# Hakawai
Hakawai é um gênero extinto de pássaros pré-históricos que viveu há aproximadamente 17,5 milhões durante o Mioceno inicial ao Mioceno médio na Nova Zelândia.
De acordo com um artigo de 2015, Hakawai melvillei era um representante de um grande grupo de pássaros que compreende a família Thinocoridae e a família Pedionomidae. Esta descoberta lança luz sobre os processos evolutivos em ação quando a América do Sul, Antártica, Austrália e Nova Zelândia eram todas partes de Gondwana.